# Kraanoog

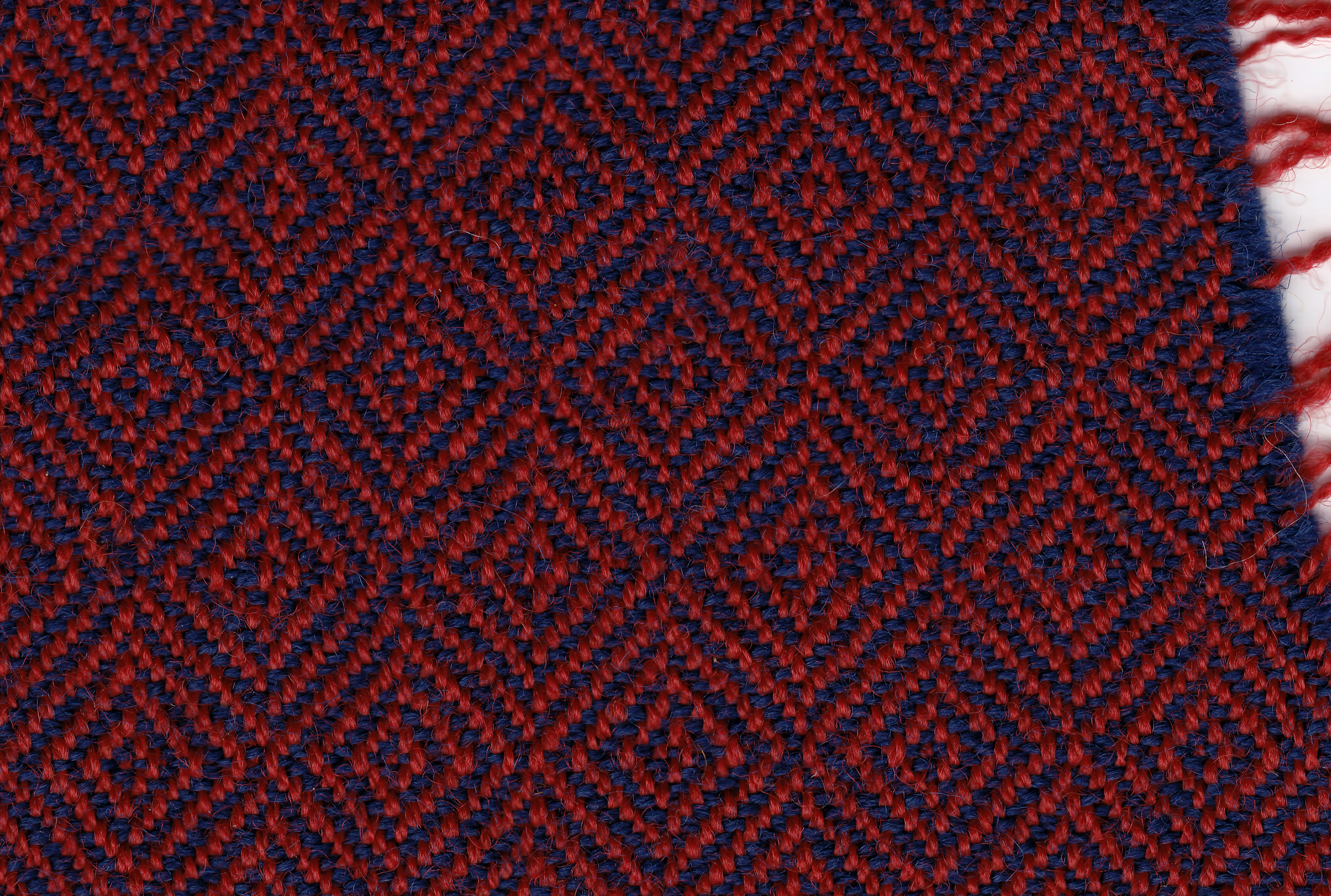

Kraanoog is een manier waarop een stof kan worden geweven.
Het is een samenstelling van spitskepers in de ketting- en de inslagrichting. Bij deze binding ontstaan ruitvormige patronen in de stof die soms voorzien zijn van een stip in het midden. Andere benamingen voor de kraanoog zijn ruit, puioog, ganzenoog, losange (Frans) en Chinese ruit. In de archeologie wordt de benaming diamantkeper gebruikt (Engels: diamond twill). Deze vorm van geweven (wollen) stoffen wordt veel teruggevonden bij middeleeuwse kledingvondsten in West-Europa.